# Municipio de Mine Hill
El municipio de Mine Hill (en inglés: Mine Hill Township) es un municipio ubicado en el condado de Morris en el estado estadounidense de Nueva Jersey. En el año 2010 tenía una población de 3,651 habitantes y una densidad poblacional de 468 personas por km².

## Geografía
El municipio de Mine Hill se encuentra ubicado en las coordenadas 40°52′44″N 74°36′4″O / 40.87889, -74.60111.

## Demografía
Según la Oficina del Censo en 2000 los ingresos medios por hogar en el municipio eran de $64,643 y los ingresos medios por familia eran $67,467. Los hombres tenían unos ingresos medios de $47,813 frente a los $37,250 para las mujeres. La renta per cápita para la localidad era de $27,119. Alrededor del 5.6% de la población estaba por debajo del umbral de pobreza.